# اليكسي بوسيتي
اليكسي بوسيتي (بالفرنسية: Alexy Bosetti)‏ (23 أبريل 1993 فرنسا - ) هو لاعب كرة قدم فرنسي، يلعب كمهاجم.

## روابط خارجية
- اليكسي بوسيتي على موقع IMDb (الإنجليزية)
- اليكسي بوسيتي على موقع كينوبويسك (الروسية)
- اليكسي بوسيتي على موقع الاتحاد الأوربي (الإنجليزية)
- اليكسي بوسيتي على موقع قاعدة بيانات كرة القدم.إي يو (الإنجليزية)
- اليكسي بوسيتي على موقع ليكيب (الفرنسية)
- اليكسي بوسيتي على موقع Soccerway.com (الإنجليزية)
- اليكسي بوسيتي على موقع عالم كرة القدم.نت (الإنجليزية)
- اليكسي بوسيتي على موقع GSA (الإنجليزية)